# Партія алжирського народу
Партія алжирського народу (фр. Parti du Peuple Algerien) — політична партія в Алжирі.

## Історія
Партію створено у березні 1937 року Мессалі Хаджем, що став її головою, на базі Північноафриканської зірки. Зберігала основне ядро її членів та програму. Партія користувалась впливом серед міської дрібної буржуазії, робітників та службовців, а також селян. Націоналістичні панмагрібінські лозунги ПАН у низці випадків використовувались колами, близькими до держав «Осі», та профашистською Партією французького народу Ж. Доріо.
1939 року партію було заборонено й вона продовжила свою діяльність у підпіллі. Після висадки в Алжирі англо-американського десанту в листопаді 1942 ПАН ще більше активізувалась. Її лідери брали участь у складанні Маніфесту алжирського народу у лютому 1943 й у формуванні асоціації «Друзі маніфесту та свободи» у березні 1944 року.
Після поразки травневого повстання 1945 року багатьох лідерів та рядових членів партії було заарештовано. 1946 року частина діячів ПАН утворила партію «Рух за торжество демократичних свобод» (РТДС), що, по суті, стала легальним прикриттям партії. У лавах нелегальної ПАН велась боротьба між «революціонерами», що наполягали на підготовці нового повстання, та «легалістами», що вимагали переходу до мирних методів боротьби.
У квітні 1947 року на з'їзді партії було створено бойову Спеціальну організацію (фр. Organisation Speciale), яка склала у подальшому, поряд з іншими організаціями, основу Фронту національного визволення (ФНВ).
У 1951 році керівництво РТДС розпустило Організасьйон спесіяль і нелегальний апарат ПАН як «такі, що компрометують» її легальну діяльність. Ветерани ПАН, не визнавши цього рішення, фактично утворили особливу фракцію у лавах партії. З початком національно-демократичної революції в Алжирі більшість членів ПАН (окрім прибічників А. Мессалі Хаджа) примкнули до ФНВ.